# Xenia Meijer
Xenia Meijer est une cantatrice (mezzo-soprano) néerlandaise. 

## Biographie
Xenia Meijer étudie le chant au Conservatoire royal de La Haye aux Pays-Bas, où elle a Herman Woltman et Wout Oosterkamp comme professeurs. Elle en sort diplômée en 1992 et reçoit la même année le Prix Nicolai pour son interprétation d'œuvres de Rossini.
Elle reçoit en 1996 le Philip Morris Finest Selection Award, devenant ainsi la première chanteuse récompensée par la fondation. Son enregistrement d'arias de Purcell, de Mozart et de Haendel avec le Kammerochester Neues Berliner est cité en 1998 pour le prix Edison, l'une des récompenses musicales les plus prestigieuses aux Pays-Bas. La même année, Xenia Meijer est invitée par le Concertgebouw d'Amsterdam pour intégrer la tournée du récital "Rising Stars". La chanteuse se produit à cette occasion à la Cité de la musique à Paris, au Musikverein de Vienne, au Symphony Hall de Birmingham, au Concertgebouw d'Amsterdam, à la maison des concerts de Stockholm, ainsi qu'à Athènes, Cologne et Francfort.
Xenia Meijer a interprété Despina dans Così fan tutte de Mozart ainsi que Zerlina dans Don Giovanni à Berlin dans la mise en scène de Harry Kupfer, dirigée par Yakov Kreizberg. En 1999, elle est invitée par la radio danoise à chanter le rôle-titre dans Carmen de Bizet. En 2001, elle incarne Proserpine dans L'Orfeo de Monteverdi dans une mise en scène par Erik Vos. La mezzo-soprano s'est également essayée, au cours de ses récitals, à la musique pop et au fado. Xenia Meijer a travaillé avec de nombreux célèbres chefs d'orchestre comme Michel Corboz, Ivan et Adam Fischer, Vladimir Spivakov, Viktor Libermann, Kenneth Montgomery, Jaap van Zweden, Ton Koopman, Jos van Immerseel, Paul McCreesh et Nicholas Kok. Elle s'est également produite au Festival de Chiquitos (Bolivie) en 2004 et en 2006 aux côtés de l'ensemble Musica Temprana, avec lequel elle interprète de la musique latino-américaine inédite. Son interprétation de Pierrot Lunaire de Schönberg, en 2004, est également remarquée. Membre des ensembles Al Ayre Espanol et La Sfera Armoniosa, Xenia Meijer participe à des enregistrements primés par le Diapason d'Or. 
Diplômée en neuropsychologie, Xenia Meijer enseigne le chant ainsi que de diverses pratiques thérapeutiques et de coaching liées à la voix (notamment à l'Université Fontys de sciences appliquées, ainsi qu'au conservatoire de Tilbourg).

## Discographie
- Barroco Español, Vol. 1, DHM, 1994.
- Heinrich Ignaz Franz von Biber : Arminio, CPO, 1995.
- Meyerbeer, Cherubini : Melodies, Opus 111, 1995
- Arias by Purcell, Handel, Mozart, Berlin Classics, 1996, 2003.
- Century Classics, 1650-1750: Baroque Love, DHM, 1998
- Antonio de Literes : Acis y Galatea, DHM, 2001
- José de Nebra : Miserere; Excerpts from Iphagenia en Tracia, DHM, 2001.
- Récital d'airs baroques, Berlin Classics, 2002.
- Avecillas Sonoras : Villancicos From 18th Century Latin America, Et'Cetera, 2008.
- Deutsche Harmonia Mundi : 50 Years (1958-2008), DHM, 2008.
- Claudio Monteverdi : Il Nerone, L'incoronazione di Poppea, Glossa, 2010.